# Acrotomodes nigroapicata
Acrotomodes nigroapicata là một loài bướm đêm trong họ Geometridae.